# Barczatka dębówka
Barczatka dębówka, kosmatka dębówka (Lasiocampa quercus) – gatunek motyla z rodziny barczatkowatych. Występuje w palearktycznej Eurazji i Makaronezji.

## Taksonomia
Gatunek ten opisany został po raz pierwszy w 1758 roku przez Karola Linneusza na łamach dziesiątego wydania Systema Naturae pod nazwą Phalaena quercus. Gatunkiem typowym nowego rodzaju Lasiocampa został w 1802 roku za sprawą Franza de Pauli von Schranka.

## Morfologia

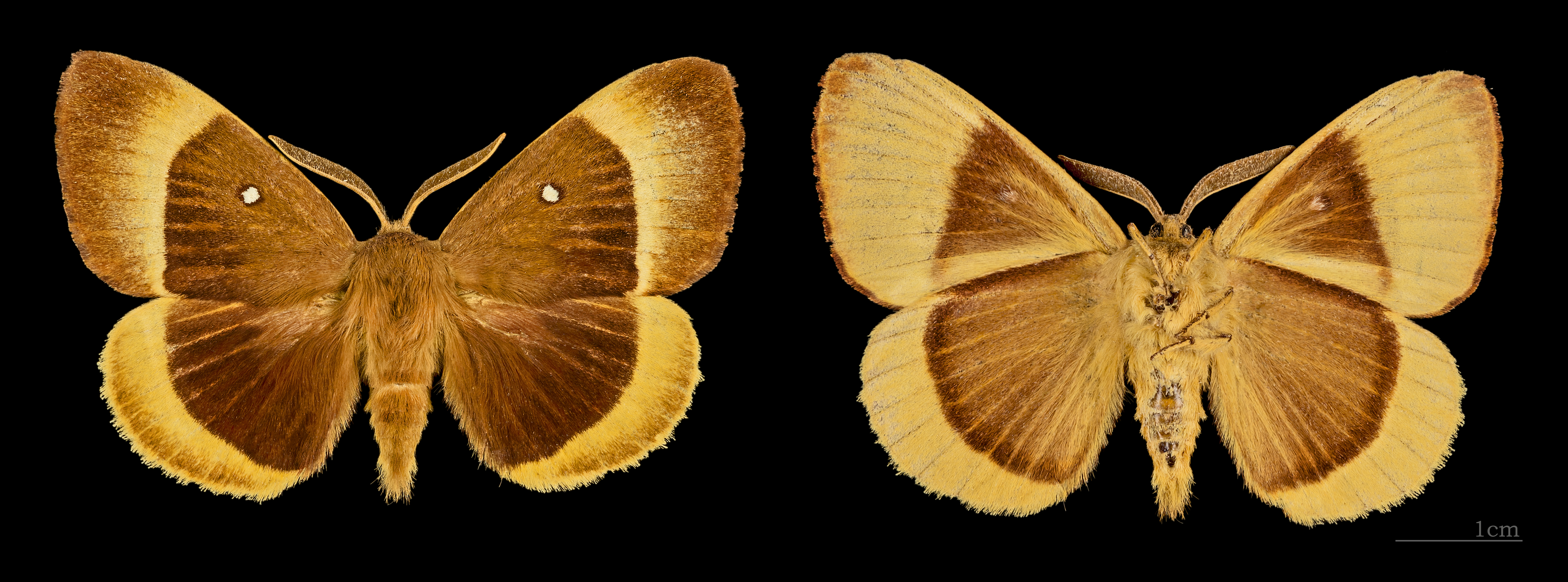
Samiec

Samica

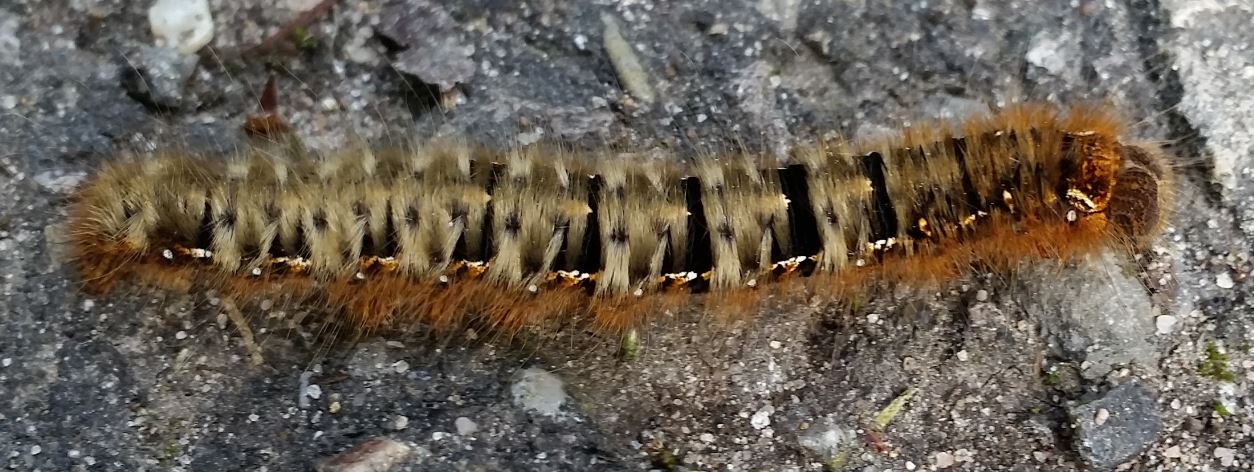
Gąsienica

Motyl ten osiąga rozpiętość skrzydeł od 55 do 70 mm w przypadku samca oraz od 68 do 99 mm w przypadku samicy. Użyłkowanie skrzydła przedniego charakteryzuje się pierwszą żyłką radialną (R1) sięgającą wierzchołka skrzydła, drugą żyłką radialną (R2) sięgającą jego krawędzi zewnętrznej, odcinkiem wspólnym tych żyłek (R1+2) krótkim oraz wolnymi na całej długości i biorącymi początek od komórki środkowej żyłkami czwartą radialną (R4), piątą radialną (R5) i pierwszą medialną (M1). Użyłkowanie skrzydła tylnego cechuje się dużą komórką nasadową, odseparowanymi żyłkami medialnymi drugą (M2) i trzecią (M3) oraz obecnością żyłki poprzecznej łączącej żyłkę radialną ze wspólnym odcinkiem pierwszej jej odnogi i żyłki subkostalnej (Sc+R1). Ubarwienie skrzydeł wykazuje dymorfizm płciowy. U samca są one brunatne do ciemnobrunatnych z żółtą przepaską, zaś u samicy ochrowożółte do żółtobrunatnych z jasnożółtą przepaską. W obu przypadkach na żyłce poprzecznej przedniego skrzydła widnieje biała plamka w ciemnej obwódce. Odnóża tylnej pary mają stosunkowo długie ostrogi na goleniach.
Gąsienica charakteryzuje się silnym owłosieniem, którego brak jednak na łączeniach segmentów. Ubarwienie ma szarożółte z białymi paskami podłużnymi na bokach ciała oraz czarnymi paskami poprzecznymi na łączeniach segmentów, zaopatrzonymi w dwie białe kropki każdy.

## Ekologia i występowanie
Owad ten zasiedla lasy liściaste, lasy mieszane, świeże bory sosnowe, zarośla, wrzosowiska oraz torfowiska. Gąsienice są polifagicznymi foliofagami. Wśród ich roślin żywicielskich wymienia się bagno zwyczajne, borówkę bagienną, borówkę brusznicę, borówkę czarną, brzozę brodawkowatą, brzozę omszoną, brzozę karłowatą, czeremchę zwyczajną, dęby, jabłoń domową, jarząb pospolity, jeżynę fałdowaną, koniczyny, lilaki (w tym lilak pospolity) malinę właściwą, malinę tekszlę, modrzew syberyjski, modrzewnicę pospolitą, olszę szarą, porzeczkę czarną, porzeczkę zwyczajną, tawuły, topolę osikę, wiciokrzew pospolity, wierzby (w tym lapońską) i wrzos zwyczajny. Owady dorosłe nie pobierają pokarmu. 
Okres lotu motyli przypada na koniec czerwca, lipiec i pierwszą połowę sierpnia. Samce prowadzą dzienny tryb życia, będąc aktywne szczególnie w pełnym słońcu, podczas gdy samice przystępują do składania jaj nocą. Jaja rozrzucane są na glebę w locie. Gąsienice żerują od września do maja z przerwą na sen zimowy. Gdy już wyrosną konstruują na glebie, między opadłymi liśćmi kokon, w którym w końcu maja lub czerwcu następuje przepoczwarczenie.
Gatunek palearktyczny, znany z całej Europy, Wysp Kanaryjskich, azjatyckiej części Turcji, Kaukazu, Zakaukazia, Syberii i Ałtaju.